# ブルース・スペンス
ブルース・スペンス（Bruce Spence、1945年9月17日 - ）は、ニュージーランド・オークランド出身の俳優。
主にオーストラリアの映画界で活躍、1981年の『マッドマックス2』の主人公マックスに協力するジャイロ・キャプテン役で知られる。近年はハリウッド映画への出演も多い。

## 主な出演作品
- キラーカーズ/パリを食べた車 The Cars That Ate Paris (1974)
- デニス・ホッパーの マッド・ドッグ・モーガン 賞金首 Mad Dog Morgan (1976)
- ニュース・フロント/時代を撮り続けた男たち Newsfront (1978)
- マッドマックス2 Mad Max 2 (1981)
- キャプテン・ザ・ヒーロー/悪人は許さない The Return of Captain Invincible (1983)
- 緑のアリが夢見るところ Where the Green Ants Dream / Wo die grünen Ameisen träumen (1984)
- マッドマックス/サンダードーム Mad Max Beyond Thunderdome (1985)
- 君といた丘	The Year My Voice Broke (1987)
- オージー・サンバ/死ぬほど愛して!! The Shrimp on the Barbie (1990)
- ペテン師ハリーの大逆転 Sweet Talker (1991)
- ジム・キャリーのエースにおまかせ! Ace Ventura: When Nature Calls (1995)
- ダークシティ Dark City (1998)
- モビー・ディック Moby Dick	(1998) テレビミニシリーズ
- クイーン・オブ・ザ・ヴァンパイア Queen of the Damned (2002)
- GO!GO!ガジェット2 Inspector Gadget 2 (2003)
- ファインディング・ニモ Finding Nemo (2003) アニメ映画、声の出演
- マトリックス レボリューションズ The Matrix Revolutions	(2003)
- ロード・オブ・ザ・リング/王の帰還 The Lord of the Rings: The Return of the King	(2003) 特別編のみ
- ピーター・パン Peter Pan (2003)
- スター・ウォーズ エピソード3/シスの復讐 Star Wars: Episode III - Revenge of the Sith (2005)
- 愛しのアクアマリン Aquamarine (2006)
- オーストラリア Australia (2008)
- レジェンド・オブ・ザ・シーカー Legend of the Seeker (2008-2010) テレビドラマ
- ナルニア国物語/第3章: アスラン王と魔法の島 The Chronicles of Narnia: The Voyage of the Dawn Treader (2010)
- アイ・フランケンシュタイン I, Frankenstein (2014)
- 心霊ドクターと消された記憶 Backtrack (2015)
- キング・オブ・エジプト Gods of Egypt (2016)